# Heterospilus menkei
Heterospilus menkei – gatunek błonkówki z rodziny męczelkowatych i podrodziny Doryctinae.
Ciało długości 4 mm. Głowa brązowa do ciemnobrązowej z poprzecznie żeberkowanymi czołem i ciemieniem oraz gładką twarzą. Czułki z żółtym trzonkiem i brązowo-białym biczykiem. Tułów ciemnobrązowy z wyposażoną w krótkie, poprzeczne żeberka wzdłuż notauli śródtarczką o granulowanych płatach i gładkim mezopleuronem. Odnóża żółte z brązowymi tylnymi stopami. Metasoma ciemnobrązowa. Pierwsze tergum metasomy u wierzchołka nieco tylko węższe niż dłuższe lub tak szerokie jak długie, a terga od IV do VII gładkie. Pokładełko dłuższe od metasomy.
Gatunek znany wyłącznie z Kostaryki.